# (8351) 1989 EH1
1989 إي إتش 1 (ويعرف أيضًا باسم (8351) 1989 إي إتش 1 وفق تسمية الكوكب الصغير) (بالإنجليزية: 1989 EH1)‏ هو كويكب ضمن حزام الكويكبات؛ وترتيبه 8351 من حيث الاكتشاف.
اكتُشف هذا الجُرم الفلكي بواسطة كينزو سوزوكي في 10 مارس 1989.

## وصلات خارجية
- (8351) 1989 EH1 في قاعدة بيانات مختبر الدفع النفاث لأجرام النظام الشمسي الصغيرة

- الاكتشاف · مخطط المدار ·  العناصر المدارية · المعلمات المادية

- (8351) 1989 EH1 على موقع ويكي سكاي: DSS2, SDSS, GALEX, IRAS, Hydrogen α, X-Ray, Astrophoto, Sky Map, Articles and images